# Saint-Herblain

Localització de Sant-Ervlan

Saint-Herblain (gal·ló Saent Erbelaen) és un municipi francès situat al departament del Loira Atlàntic i a la regió del País del Loira. L'any 2006 tenia 43.906 habitants. Limita amb els municipis de Nantes, Indre, que separa Saint-Herblain de la Loira, Couëron, Sautron i Orvault.

## Demografia
| Evolució de la població Ehess i INSEE |       |       |       |       |      |       |       |       |
| 1793                                  | 1800  | 1806  | 1821  | 1831  | 1836 | 1841  | 1846  | 1851  |
| 2 000                                 | 1 830 | 2 302 | 2 192 | 2 388 | -    | 2 375 | 2 267 | 2 410 |

| 1856  | 1861  | 1866  | 1872  | 1876  | 1881  | 1886  | 1891  | 1896  |
| ----- | ----- | ----- | ----- | ----- | ----- | ----- | ----- | ----- |
| 2 449 | 2 482 | 2 607 | 2 578 | 2 611 | 2 569 | 2 603 | 2 683 | 2 508 |

| 1901  | 1906  | 1911  | 1921  | 1926  | 1931  | 1936  | 1946  | 1954  |
| ----- | ----- | ----- | ----- | ----- | ----- | ----- | ----- | ----- |
| 2 535 | 2 589 | 2 664 | 2 874 | 3 345 | 3 981 | 4 678 | 5 506 | 7 636 |

| 1962   | 1968   | 1975   | 1982   | 1990   | 1999   | 2006 | 2011 | 2016 |
| ------ | ------ | ------ | ------ | ------ | ------ | ---- | ---- | ---- |
| 11 990 | 17 568 | 39 867 | 41 958 | 42 774 | 43 726 | -    | -    | -    |

| 2019 | - | - | - | - | - | - | - | - |
| ---- | - | - | - | - | - | - | - | - |
| -    | - | - | - | - | - | - | - | - |

## Administració
| Període   | Identitat         | Partit |
| --------- | ----------------- | ------ |
| 1944-1959 | Alfred Corlay     |        |
| 1959-1977 | Michel Chauty     | RPR    |
| 1977-1989 | Jean-Marc Ayrault | PS     |
| 1989-2014 | Charles Gautier   | PS     |
| 2014-     | Bertrand Affilé   | PS     |

## Agermanament
- Viladecans
- Waterford
- Sankt Ingbert
- Ndiaganiao
- Kazanlâk

## Galeria d'imatges

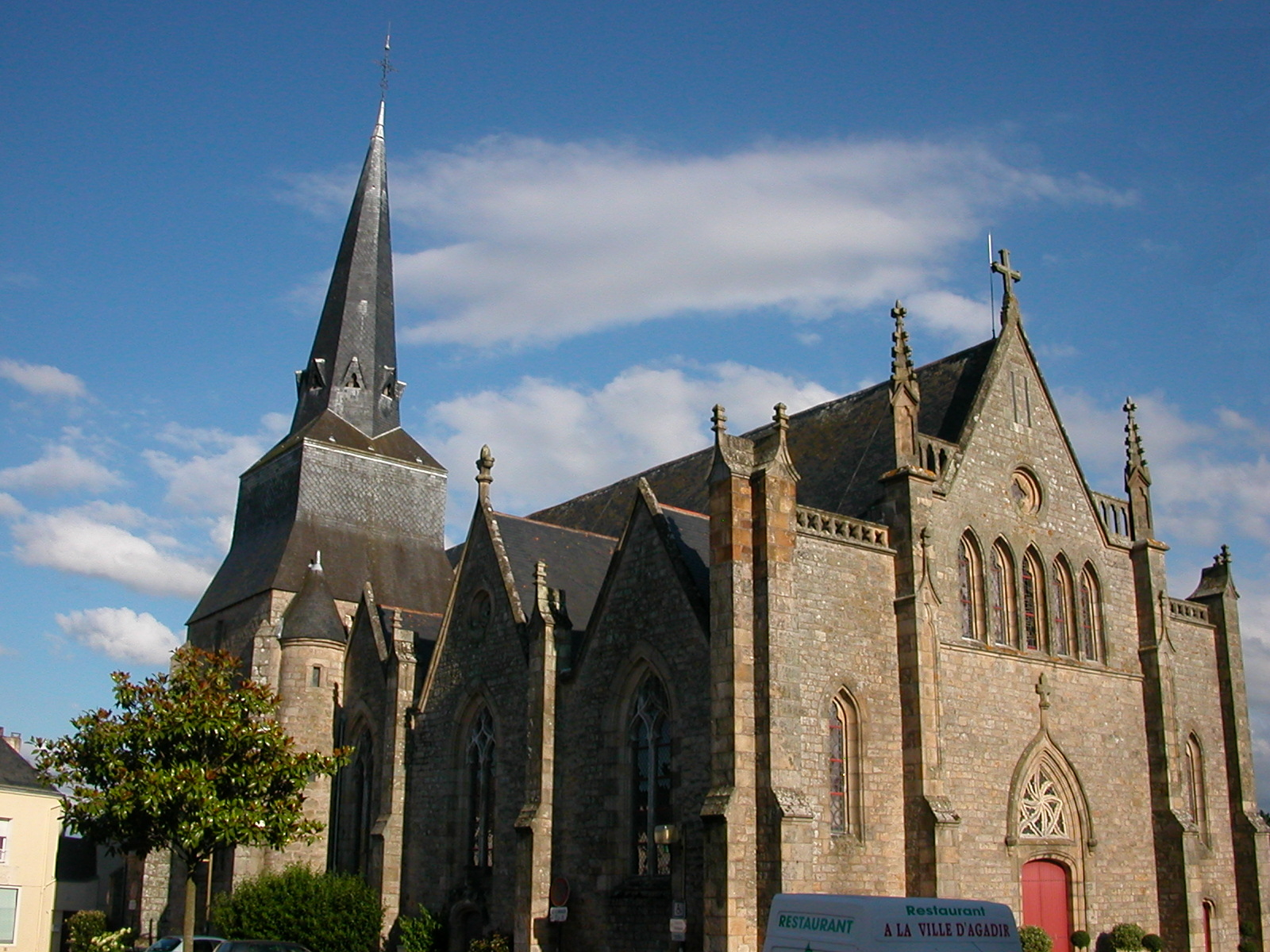
Església de Saint-Hermeland
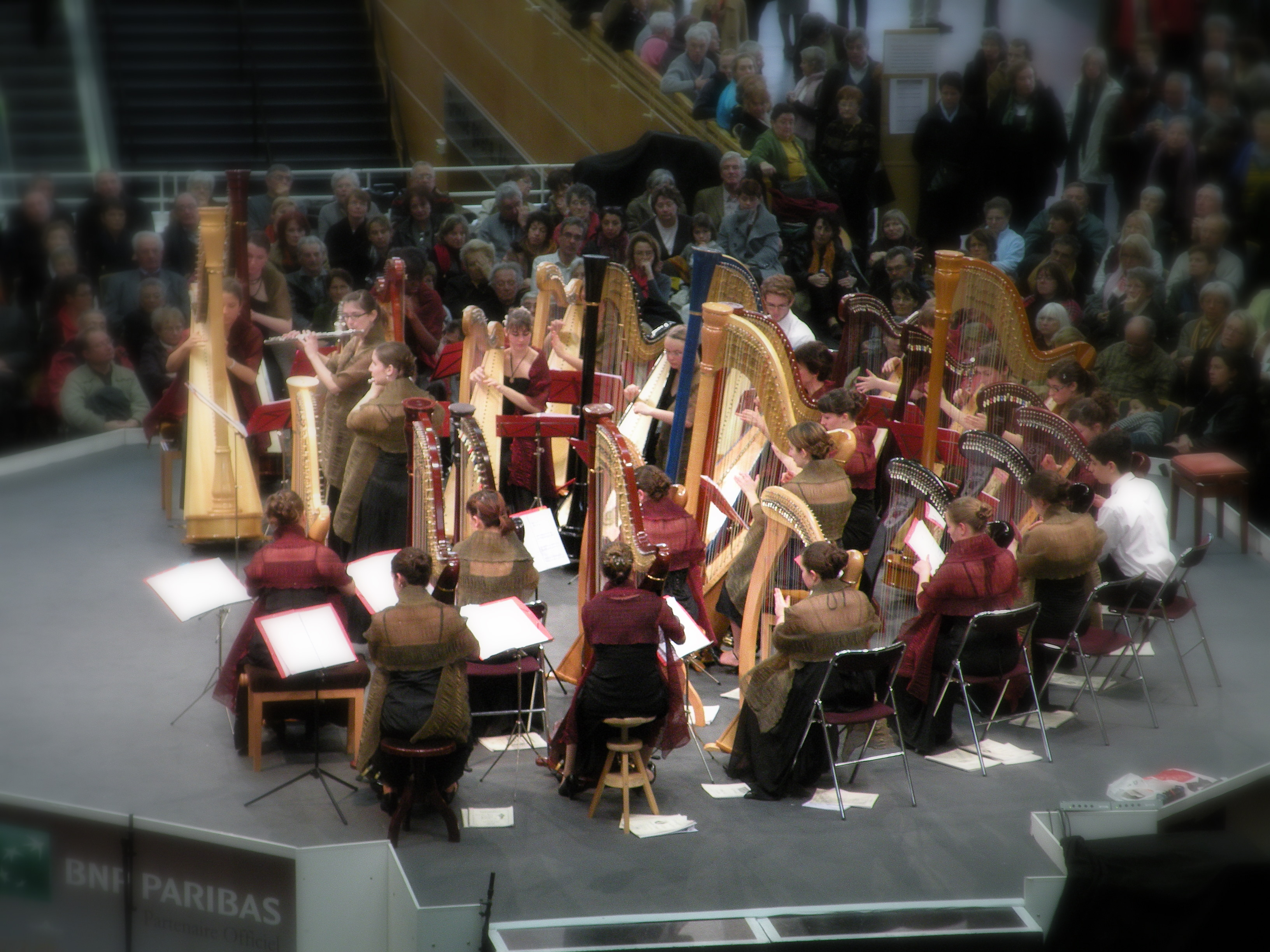
Concert d'arpes de 2009